# اف‌وی ماوریک
اف‌وی ماوریک (به انگلیسی: FV Maverick) یک کشتی است که طول آن ۹۲ فوت (۲۸ متر) می‌باشد. این کشتی در سال ۱۹۸۲ ساخته شد.